# Sardia brunnia
Sardia brunnia är en insektsart som beskrevs av Frederick Arthur Godfrey Muir 1917. Sardia brunnia ingår i släktet Sardia och familjen sporrstritar. Inga underarter finns listade i Catalogue of Life.